# Challenger de Lima II 2024
El torneo Lima Challenger II 2024, denominado por razones de patrocinio Directv Open Lima fue un torneo de tenis perteneció al ATP Challenger Tour 2024 en la categoría Challenger 75. Se trató de la 22ª edición; el torneo tuvo lugar en la ciudad de Lima (Perú), desde el 4 hasta el 10 de noviembre de 2024 sobre pista de tierra batida al aire libre.

## Jugadores participantes del cuadro de individuales
| Preclasificado | País                 | Jugador               | Rank1 | Posición en el torneo |
| 1              | Bandera de Argentina | Francisco Comesaña    | 101   | Cuartos de final      |
| 2              | Bandera de Argentina | Federico Coria        | 104   | Cuartos de final      |
| 3              | Bandera de Argentina | Camilo Ugo Carabelli  | 106   | Cuartos de final      |
| 4              | Bandera de Colombia  | Daniel Elahi Galán    | 112   | Segunda ronda         |
| 5              | Bandera de Bolivia   | Hugo Dellien          | 122   | Segunda ronda         |
| 6              | Bandera de Argentina | Marco Trungelliti     | 136   | Segunda ronda         |
| 7              | Bandera de Argentina | Juan Manuel Cerúndolo | 142   | Semifinales           |
| 8              | Bandera de Chile     | Cristian Garín        | 147   | Baja                  |

- 1 Se ha tomado en cuenta el ranking del 28 de octubre de 2024.

### Otros participantes
Los siguientes jugadores recibieron una invitación (wild card), por lo tanto ingresan directamente al cuadro principal (WC):
- Gonzalo Bueno
- Arklon Huertas del Pino
- Conner Huertas del Pino

Los siguientes jugadores ingresan al cuadro principal tras disputar el cuadro clasificatorio (Q):
- Michiel de Krom
- Mathys Erhard
- Orlando Luz
- Franco Roncadelli
- Juan Bautista Torres
- Gonzalo Villanueva

## Campeones

### Individual Masculino
- Vít Kopřiva derrotó en la final a  Elmer Møller por 6–3, 7–6(3)

### Dobles Masculino
- Karol Drzewiecki /  Piotr Matuszewski derrotaron en la final a  Luís Britto /  Gustavo Heide por 7–5, 6–4